# Картидж (Техас)
Картидж (англ. Carthage) — город в США, расположенный в восточной части штата Техас, административный центр округа Панола. По данным переписи за 2010 год число жителей составляло 6779 человек, по оценке Бюро переписи США в 2017 году в городе проживал 6581 человек.

## История

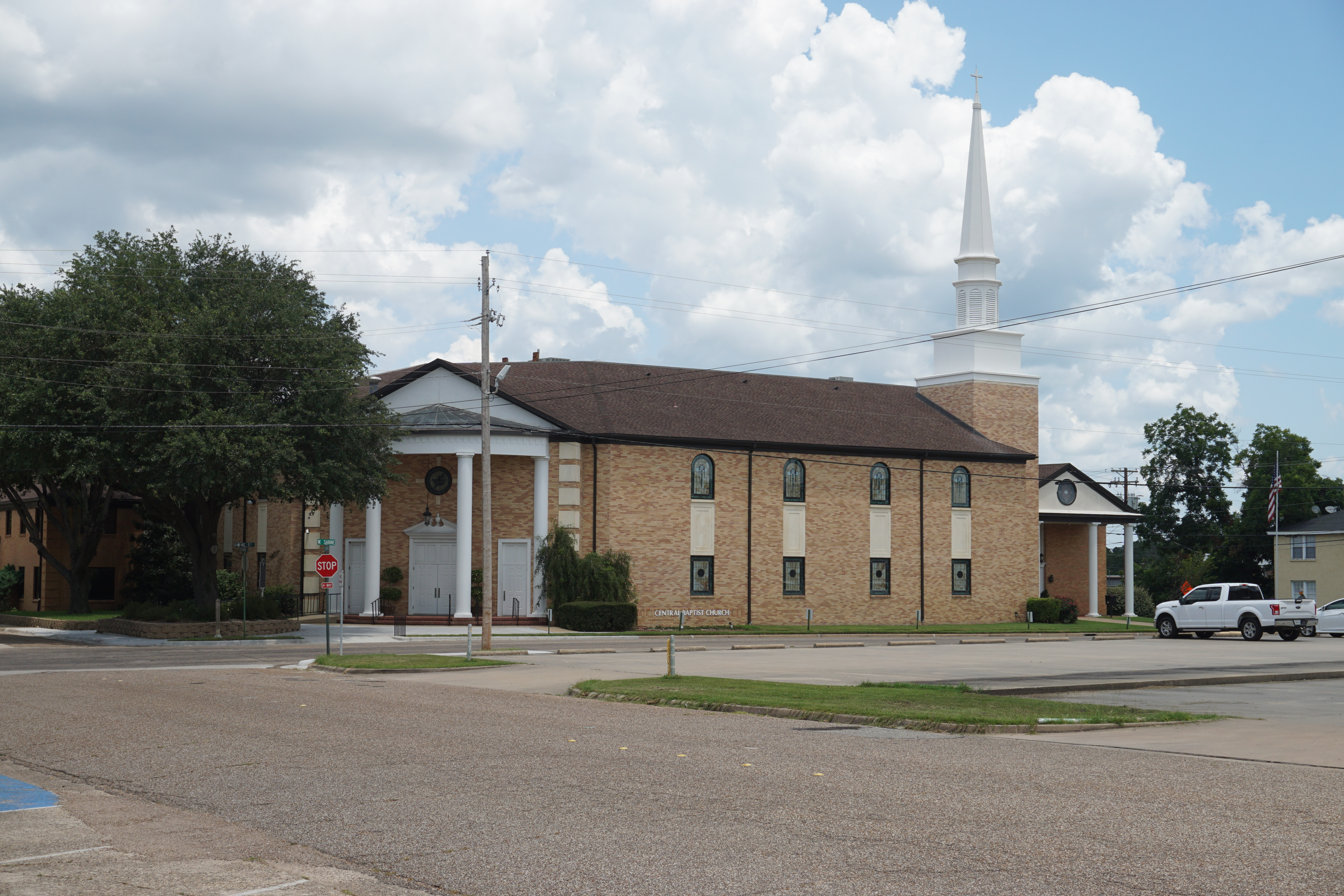
Баптистская церковь в Картидже

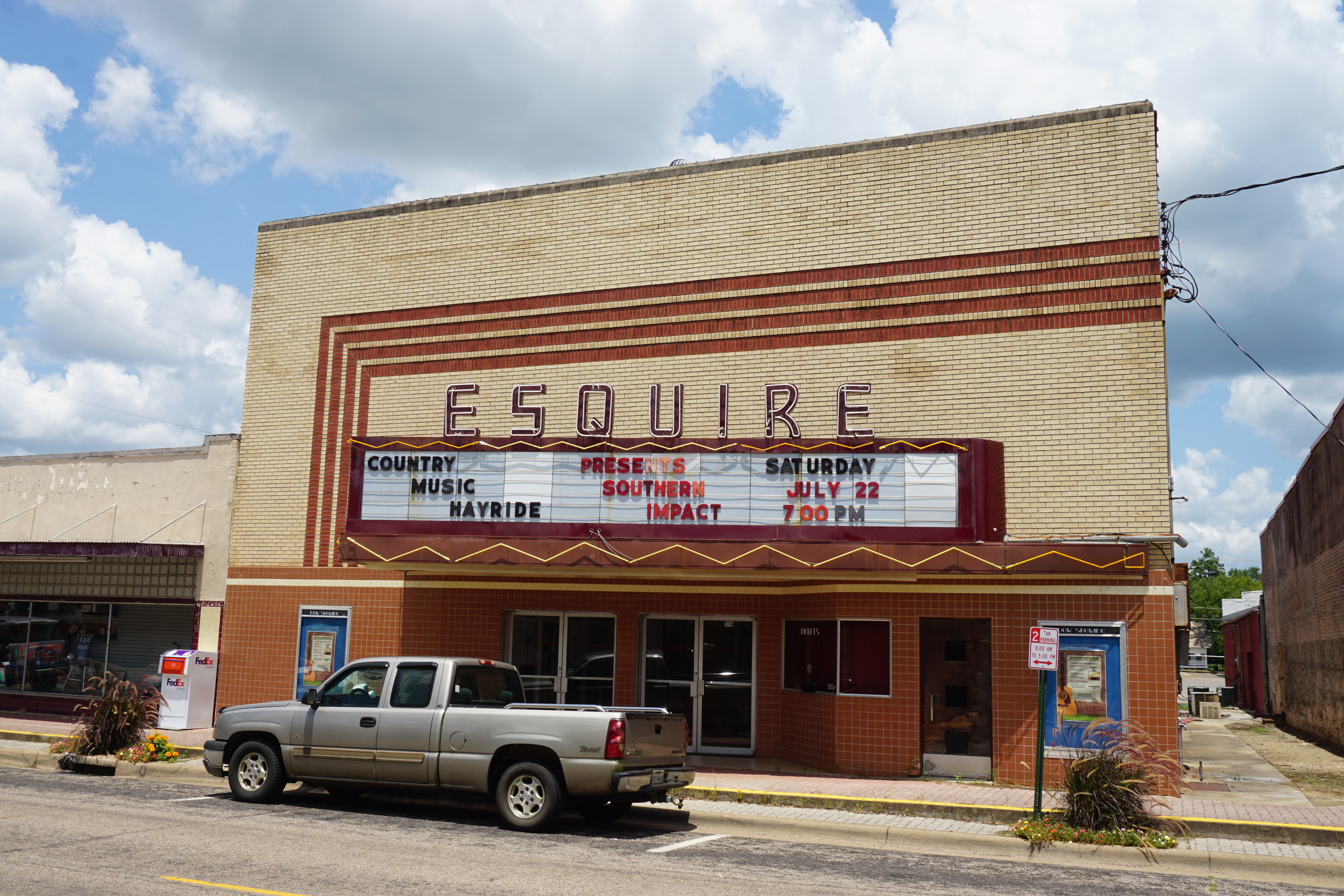
Театр «Эсквайр»

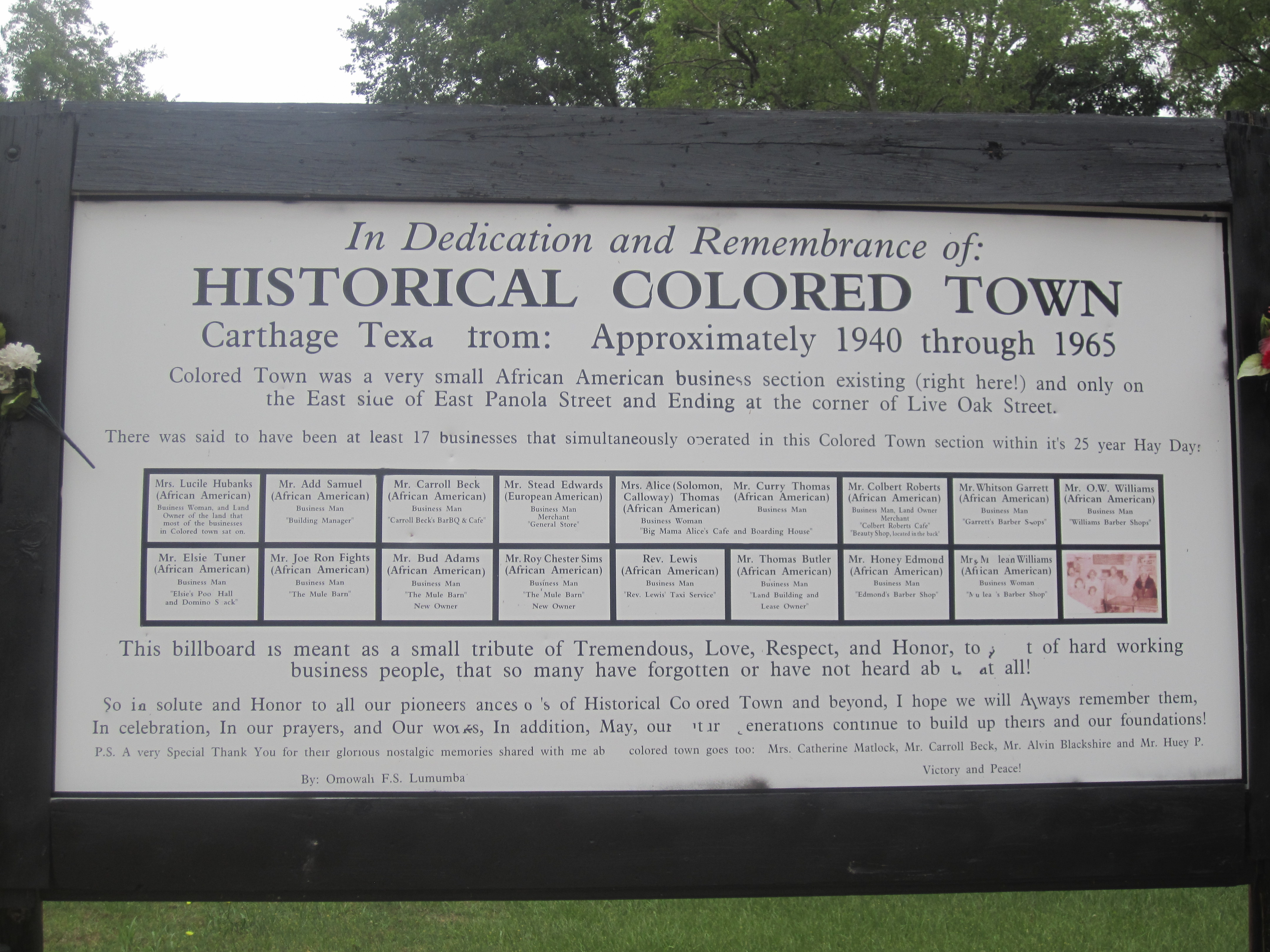
Памятная табличка об афроамериканском бизнес-квартале «Colored Town», существовавшем с 1940 по 1965 годы

В 1848 году комиссионеры округа выбрали географический центр в качестве новой столицы округа. Джонатан Андерсон, владелец земли, согласился пожертвовать 100 акров для города. Поселение назвали в честь города Картидж в Миссисипи. В 1849 году было открыто почтовое отделение, построено первое здание суда округа. К 1860 году в городе работали школа, церковь, а также мужская и женская академия Панолы. К 1885 году начался выпуск газеты Panola Watchman. В 1888 году в город была проведена ветка железной дороги Texas, Sabine Valley and Northwestern Railway.
Первая попытка введения местного управления в городе была предпринята в 1874 году, однако вскоре управление городом перешло обратно к округу. Следующая попытка, в 1902 году, вновь была безуспешной. В 1913 году город принял устав в третий раз. С 1920-х годов город рос в результате обнаружения в регионе нефти и газа.

### Убийство Марджори Ньюджент
В ноябре 1996 года в Картидже произошло убийство, привлёкшее внимание СМИ. Берни Тиде произвёл четыре выстрела в спину 81-летней Марджори Ньюджент и завладел её деньгами. Имея опыт работы в похоронном бюро, Тиде помыл тело жертвы и убрал его в морозильник в своём доме. Тиде продолжал участвовать в общественной жизни города до привлечения к допросу. В признании, он сообщил, что участвовал в репетиции театра колледжа Панолы вечером того же дня, когда он убил Ньюджент. При этом он продолжал лгать в ответ на вопросы о Марджори. Спустя девять месяцев Тиде сознался в убийстве и был приговорён к 99 годам тюрьмы. Он успел потратить 3 миллиона долларов, в том числе на благотворительные цели для колледжа и его студентов.

## География
Картидж находится в центральной части округа, его координаты: 32°09′07″ с. ш. 94°20′14″ з. д..
Согласно данным бюро переписи США, площадь города составляет около 27,7 км2, из которых 27,6 км2 занято сушей, а менее 0,1 км2 — водная поверхность.

### Климат
Согласно классификации климатов Кёппена, в Картидже преобладает влажный субтропический климат (Cfa).
| Показатель                    | Янв. | Фев.  | Март | Апр. | Май  | Июнь | Июль | Авг. | Сен. | Окт. | Нояб. | Дек.  | Год   |
| ----------------------------- | ---- | ----- | ---- | ---- | ---- | ---- | ---- | ---- | ---- | ---- | ----- | ----- | ----- |
| Абсолютный максимум, °C       | 28,9 | 32,2  | 33,3 | 33,9 | 36,7 | 39,4 | 41,1 | 42,2 | 42,8 | 35   | 31,1  | 29,4  | 42,8  |
| Средний суточный максимум, °C | 14,2 | 16,8  | 21,1 | 25,2 | 28,9 | 32,4 | 34,4 | 34,6 | 31,3 | 26,3 | 20    | 15,5  | 25,1  |
| Средняя температура, °C       | 8,1  | 10,3  | 14,3 | 18,5 | 22,6 | 26,3 | 28,1 | 27,8 | 24,5 | 18,9 | 13,2  | 9,2   | 18,4  |
| Средний суточный минимум, °C  | 2    | 3,7   | 7,4  | 11,8 | 16,3 | 20,1 | 21,7 | 21,1 | 17,7 | 11,5 | 6,5   | 2,8   | 11,9  |
| Абсолютный минимум, °C        | −15  | −12,2 | −7,8 | −2,2 | 4,4  | 7,2  | 12,8 | 10   | 3,3  | −3,3 | −11,1 | −17,2 | −17,2 |
| Норма осадков, мм             | 108  | 102   | 104  | 109  | 119  | 105  | 84   | 69   | 98   | 104  | 116   | 121   | 1238  |
| Источник: weatherbase.com     |      |       |      |      |      |      |      |      |      |      |       |       |       |

## Население

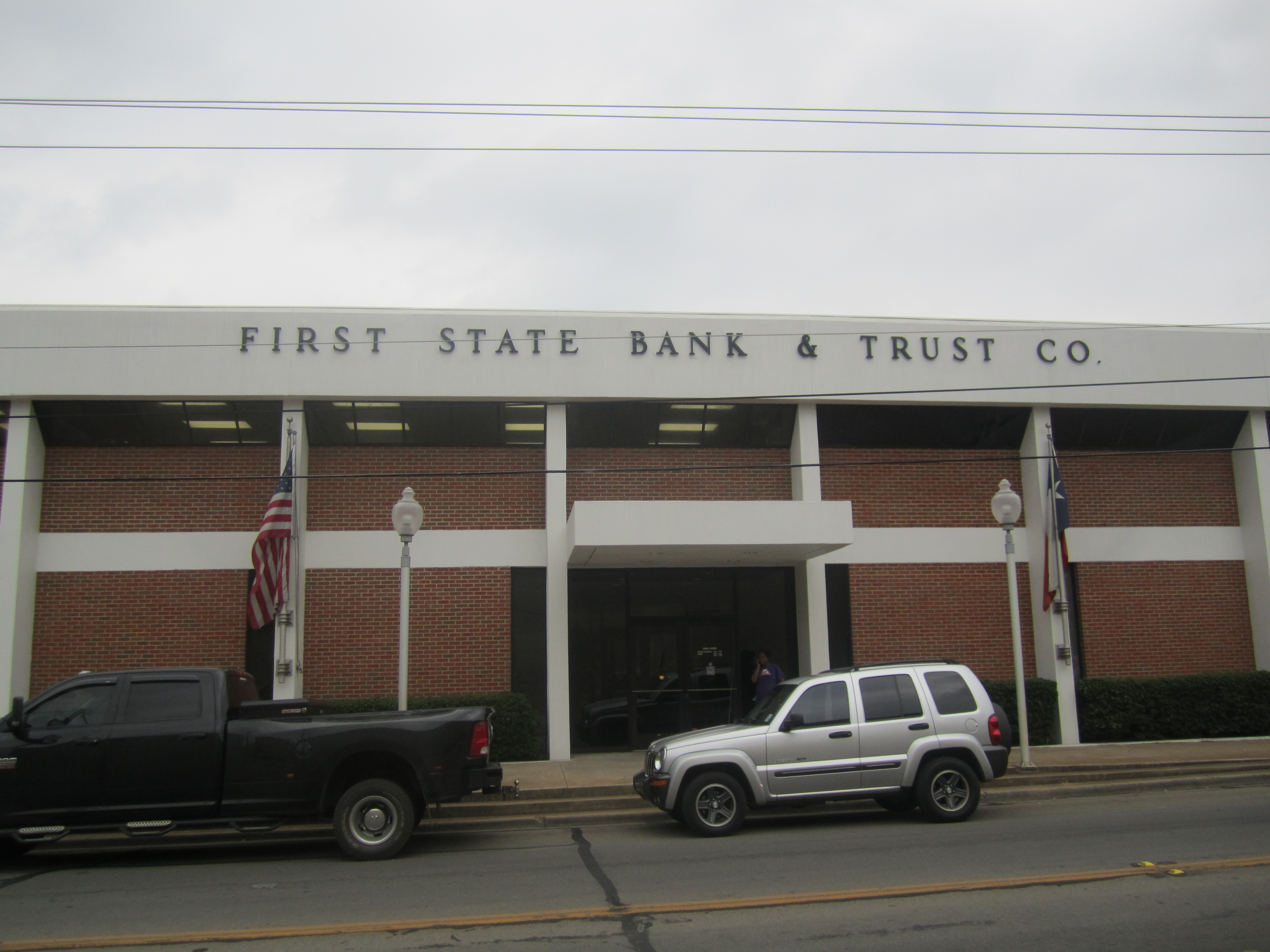
Банк First State Bank and Trust Company в центре Картиджа

Согласно переписи населения 2010 года в городе проживало 6779 человек, было 2628 домохозяйств и 1745 семей. Расовый состав города: 69,5 % — белые, 21,1 % — афроамериканцы, 0,5 % — 
коренные жители США, 0,7 % — азиаты, 0 % — жители Гавайев или Океании, 6,5 % — другие расы, 1,7 % — две и более расы. Число испаноязычных жителей любых рас составило 11 %.
Из 2628 домохозяйств, в 34,5 % живут дети младше 18 лет. 45,6 % домохозяйств представляли собой совместно проживающие супружеские пары (18,4 % с детьми младше 18 лет), в 16,4 % домохозяйств женщины проживали без мужей, в 4,4 % 
домохозяйств мужчины проживали без жён, 33,6 % домохозяйств не являлись семьями. В 30,5 % домохозяйств проживал только один человек, 14,8 % составляли одинокие пожилые люди (старше 65 лет). Средний размер домохозяйства составлял 2,45 человека. Средний размер семьи — 3,04 человека.
Население города по возрастному диапазону распределилось следующим образом: 28,7 % — жители младше 20 лет, 25,8 % находятся в возрасте от 20 до 39, 29,5 % — от 40 до 64, 16,3 % — 65 лет и старше. Средний возраст составляет 35,9 года.
Согласно данным опросов пяти лет с 2012 по 2016 годы, медианный доход домохозяйства в Картидже составляет 50 518 долларов США в год, медианный доход семьи — 54 453 доллара. Доход на душу населения в городе составляет 25 327 долларов. Около 7 % семей и 12,2 % населения находятся за чертой бедности. В том числе 13,1 % в возрасте до 18 лет и 7,1 % старше 65 лет.

## Местное управление

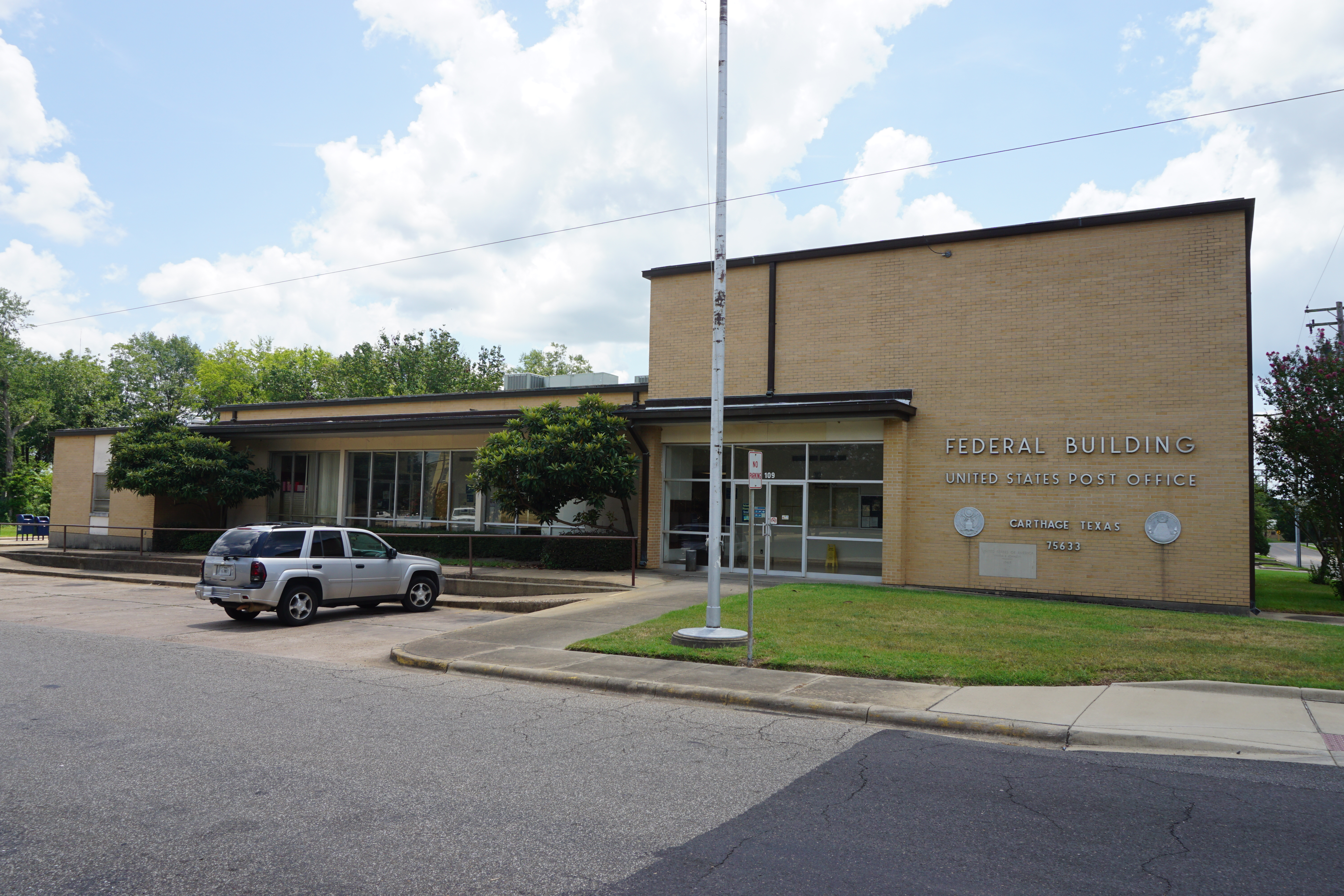
Федеральное здание в центре Картиджа

Управление городом осуществляется мэром, заместителем мэра и городской комиссией, состоящей из 3 человек.
Другими важными должностями, на которые происходит наём сотрудников, являются:
- Сити-менеджер
- Городской секретарь
- Городской бухгалтер
- Шеф полиции
- Шеф пожарной охраны

## Инфраструктура и транспорт

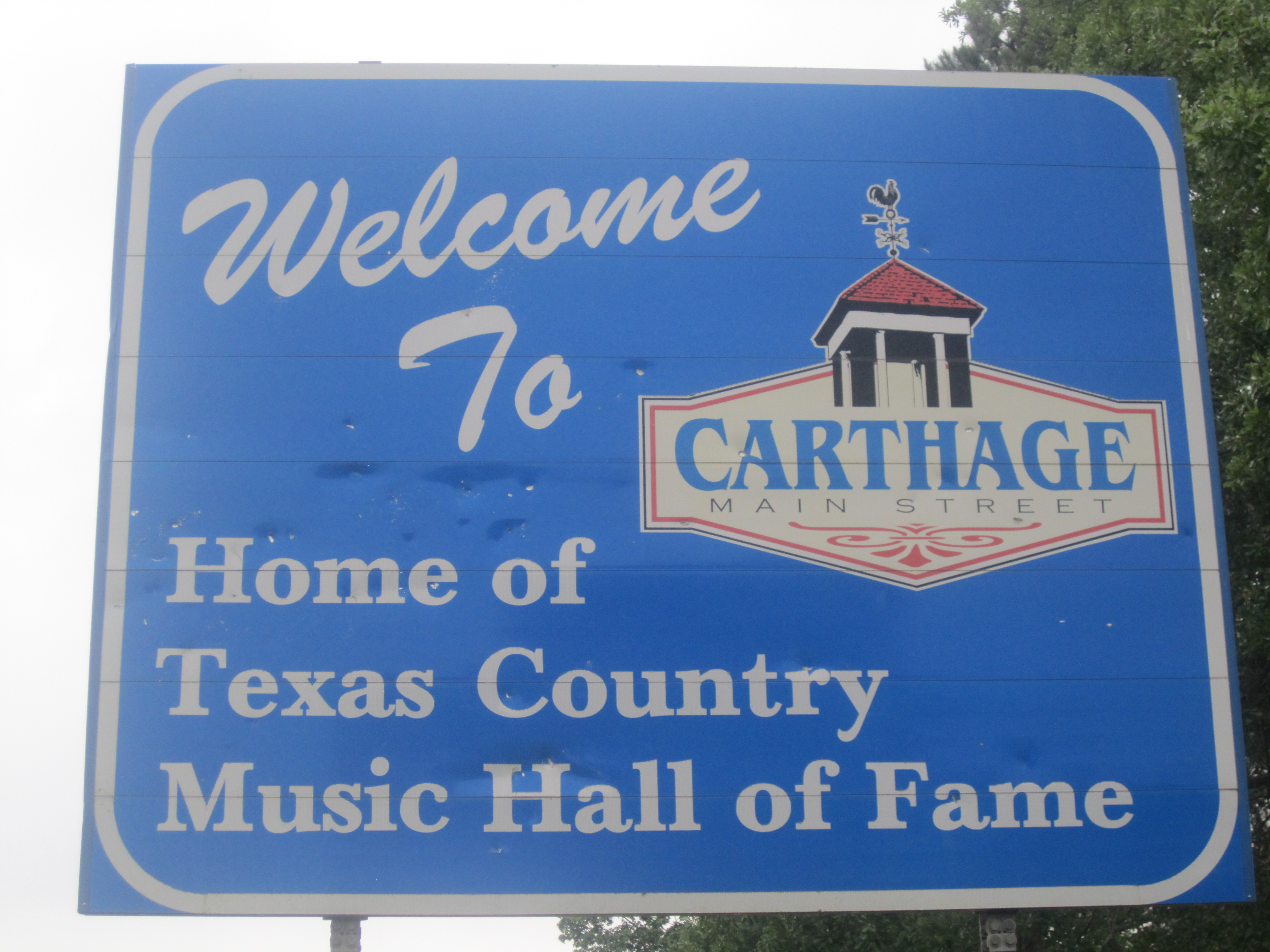
Привественный знак на въезде в Картидж

Основными автомагистралями, проходящими через Картидж, являются:
- автомагистраль 59 США идёт с севера от города Маршалл на юг к Сентеру.
- автомагистраль 79 США идёт с северо-востока от города Шривпорта, штат Луизиана, на восток к Хендерсону.
- автомагистраль 149 Техаса начинается в Картидже и идёт на северо-запад к Лонгвью.
- автомагистраль 315 Техаса начинается в Картидже и идёт юго-запад к Маунт-Энтерпрайз.

В городе располагается аэропорт округа Панола Шарп-Филд. Аэропорт располагает одной взлётно-посадочной полосой длиной 1219 метров. Ближайшим аэропортом, выполняющим коммерческие рейсы, является региональный аэропорт восточного Техаса в Лонгвью. Аэропорт находится примерно в 50 километрах к северо-западу от Картиджа.

## Образование
Город обслуживается независимым школьным округом Картидж.

## Отдых и развлечения

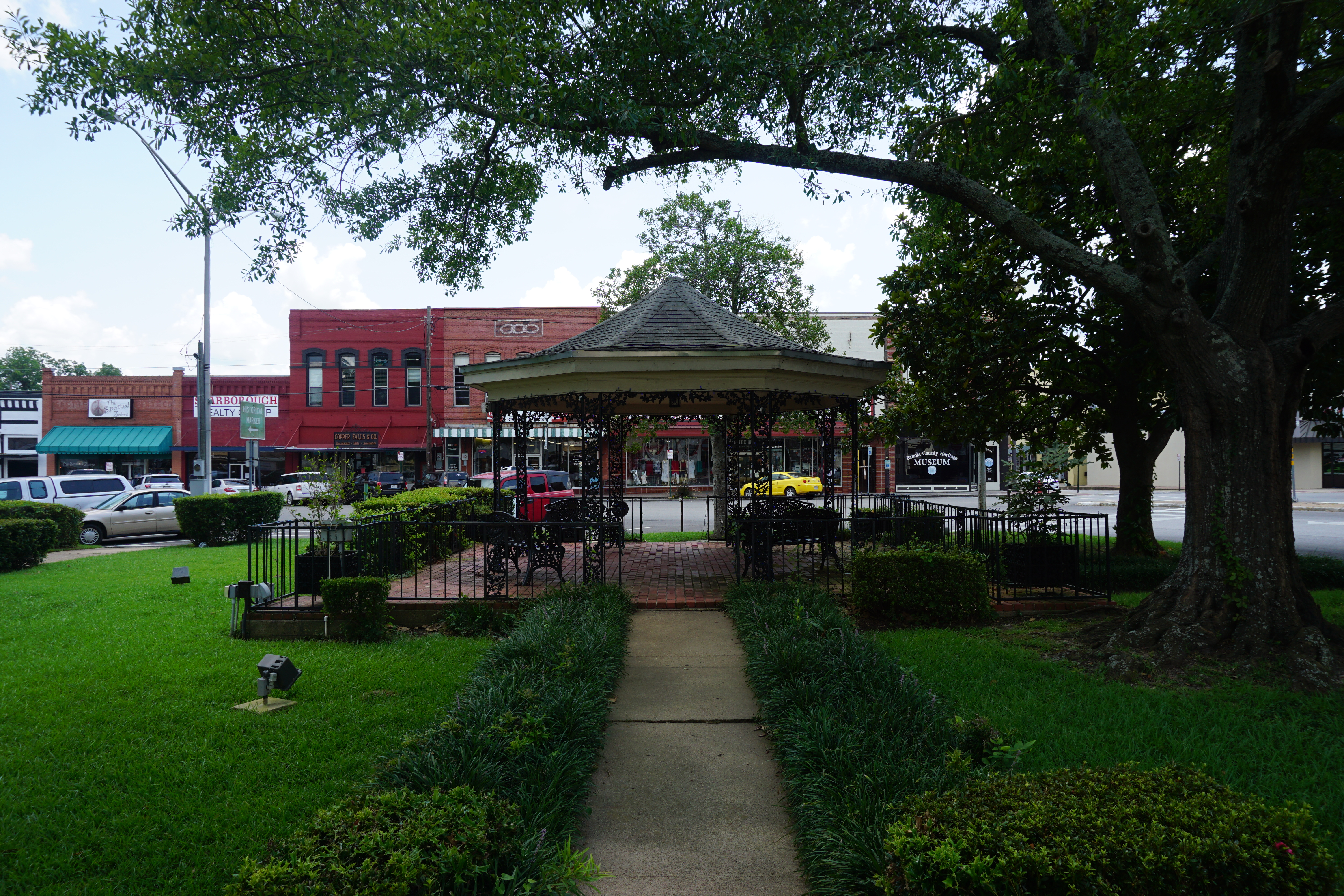
Парк Андерсон в центре города

Ежегодно в Картидже проходит фестиваль стёганых одеял Piney Woods Quilt Festival.

## Город в популярной культуре
В 2011 году режиссёр Ричард Линклейтер снял фильм «Берни» об убийстве 1996 года с Джеком Блэком в главной роли.